# Joseph Roos
Pour les articles homonymes, voir Roos.
Joseph Marie Philippe Antoine Roos est une personnalité française du monde de l'aéronautique, président d'Air France entre 1961 et 1967.

## Biographie
Né le 13 mars 1906 à Paris,, Joseph Roos effectue ses études à l'École polytechnique puis à l'École Nationale Supérieure Aéronautique. Licencié en droit, il devient ingénieur général de l'Air et dirige longtemps les bureaux industriels du Ministère de l'Air, avec Fernand Vinsonneau, ainsi que l'Office professionnel de l'industrie aéronautique.
En 1945, il commande les formations de renseignements et d'action clandestines en Extrême-Orient. L'année suivante, il assume la direction des Transports aériens au ministère des Travaux publics.
En 1947, Joseph Roos prend la direction générale de la Société des usines Chausson, firme dont il devient président en 1955. Durant cette période, il conserve un contact étroit avec l'aéronautique, notamment en tant que conseiller technique au ministère de la Défense nationale (1951) et comme délégué ministériel pour l'Armée de l'Air (1958). Il est également membre du Conseil supérieur de l'Aviation marchande depuis sa création en 1953 et succède à André Siegfried comme président de l'Institut du Transport aérien en 1960.
En janvier 1961, Joseph Roos est appelé à la présidence d'Air France en remplacement de Max Hymans.
Il reste à la tête de la compagnie nationale française jusqu'en 1967.
Il meurt le 8 décembre 1987 et ses obsèques ont lieu le 14 décembre 1987.

## Distinctions
- Commandeur de la Légion d'honneur
- Croix de guerre 1939-1945

## Fonctions
- Président de la Société des usines Chausson (1955)
- Président de l'Institut du Transport aérien (1960)
- Directeur d'Air France de 1961 à 1967

## Écrits
- Joseph Roos, « L'effort de l'industrie aéronautique française de 1938 à 1940 », L'industrie aéronautique française (1907-1982), Paris, GIFAS,‎ 1984, p. 515-529
- Joseph Roos, « La bataille de la production aérienne », Icare,‎ novembre 1971